# 軍用機のコックピット
軍用機のコックピットとは、操縦士が軍用機の操縦を行う操縦席のこと。
軍用機は軍事兵器であるため、世界の航空機においても、最新技術を最も多く使用する用途（特に戦闘機など空戦重視の航空機）の操縦席となっている。

## 戦闘機・攻撃機のコックピット
軍用機の中でも特に、戦闘機と攻撃機は先端技術を数多く採用したものとなっている。旅客機のコックピットに導入されているヘッドアップディスプレイやグラスコックピットといった新技術も、軍用機の技術をベースとして開発されている事が多い。戦闘機や攻撃機の操縦士は基本的に1名であるが、マクドネル・ダグラスF-4など、他に航法士や兵装機関士などを搭乗させ、操縦士と合わせ2名運行を行っている機種もある。
現在の多くの戦闘機では、頭を動かさなくても後方を確認できるよう、風防枠にバックミラーを設置している。

### 操縦桿・操縦輪
戦闘機などにおいて、従来は操縦士の両足間に操縦桿を取り付けることが多かったが、操縦・飛行制御システムがフライ・バイ・ワイヤの機体にはコックピット側方に取り付けるサイドスティック方式を採用する場合も増えつつある。
サイドスティック方式を採用している主な戦闘機は、F-16、F-22、F-35などが代表例である。それらは操縦士が操縦桿にかける圧力を感知して操縦を行うシステムを採用し、このうちF-16とF-22はサイドスティック自体が数mmとほとんど動かないが、F-35のサイドスティックはあらゆる方向に最大で4cm動くようになり、パイロットはより操縦している感覚を得られるようになった。また、大型の軍用機であってもB-1、B-2、C-17では操縦輪ではなく両足間に操縦桿を取り付け、旅客機にもサイドスティックを採用しているエアバスは軍用機にも同様にサイドスティックを用いている。しかし近年でも依然として、戦闘機などでは両足間に操縦桿、大型機では操縦輪を採用する場合もあり、各国、各メーカーの設計思想の違いが表れている。

#### HOTAS概念
HOTAS（Hands On Throttle-And-Stick）とは、操縦士が空戦時などに頻用するスイッチ類を、まとめて操縦桿とスロットルレバーに装備し、親指・人差し指・中指で操作するシステムである（薬指・小指は細かい動作に向かないので使われない）。これにより操縦士がいちいちパネル類のスイッチに手を伸ばさなくても、手元で瞬時に兵装操作が行えるようになった。
取り付けられるスイッチ類は、ミサイルや航空機関砲の発射、対地・対艦の兵装発射、オートパイロットモードの変更、チャフ/フレア・ディスペンサー発射、通信機操作、スピードブレーキ開閉、目標コントローラーの表示などが行えるものである。

### HUD/HMD
ヘッドアップディスプレイ (HUD)は第3世代ジェット戦闘機から次第に装備され始めた。年が経つにつれてヘッドアップディスプレイは、大型/広視野角化がはかられ、目標の捕捉性能が向上している。
近年ではヘッドアップディスプレイの代替あるいは短距離空対空ミサイルのオフボアサイト用としてJHMCS等といったヘルメット装着式のヘッドマウントディスプレイ (HMD) が装備されることが増えつつある。ヘルメットにヘッドマウントディスプレイを装備することによって、従来ヘッドアップディスプレイでの前方範囲のみが目標の捕捉に使えたのが、操縦士自身が向く方向でも目標の捕捉が行えるようになった。また、F-35では機体の6方向に装備されたDASと呼ばれるカメラと連携することで、操縦士がどの方向を見ても情報の取得が可能となったためHMDのみでHUDを廃止している。

### 計器類
戦闘機のグラスコックピット化が進んだのは、1970年代に開発された、いわゆる第4世代ジェット戦闘機からである。当初はHSI (方位情報指示器)、VDI (垂直状況指示器)、TID (戦術情報表示器)などのみがCRTディスプレイに表示されていた。しかし現在では前述の計器に加え、レーダー情報、赤外線探知情報、火器情報、ムービングマップ、エンジン関係情報なども、MFD (多機能ディスプレイ)に表字され、アナログ計器は予備用の高度計、速度計、垂直状況指示器のみにとどまっている。また、当初はCRTディスプレイが主に用いられていたディスプレイも、より軽量な液晶ディスプレイ (LCD) が採用され始めている。
この技術を真っ先に取り上げたのがアメリカ合衆国で、F-14やF-16などの戦闘機に取り入れた。ロシアも近年、Su-27やMiG-29の改良型に取り入れている。
ただし例外としてF-35は、さらに大胆な試みで、コックピット前面を覆い尽くす大きさの液晶ディスプレイを一枚のみ装備するという方式をとっている。この一枚の液晶ディスプレイに、従来多機能ディスプレイで表示されていた情報を画面ウィンドウで情報種類ごとに区切って表示する。

## 大型機のコックピット
戦闘機や攻撃機以外においてもグラスコックピット化が進み、特に爆撃機等戦闘に参加する機体の多くは大量のデジタル計器を積んでいる。
爆撃機は兵装管理関係の計器や警報灯などが多く、戦闘機や攻撃機と比べて操作が複雑でB-2、Tu-160、H-6といった最新機でも、中型以上の旅客機と似たような2名以上による運行が行われている。

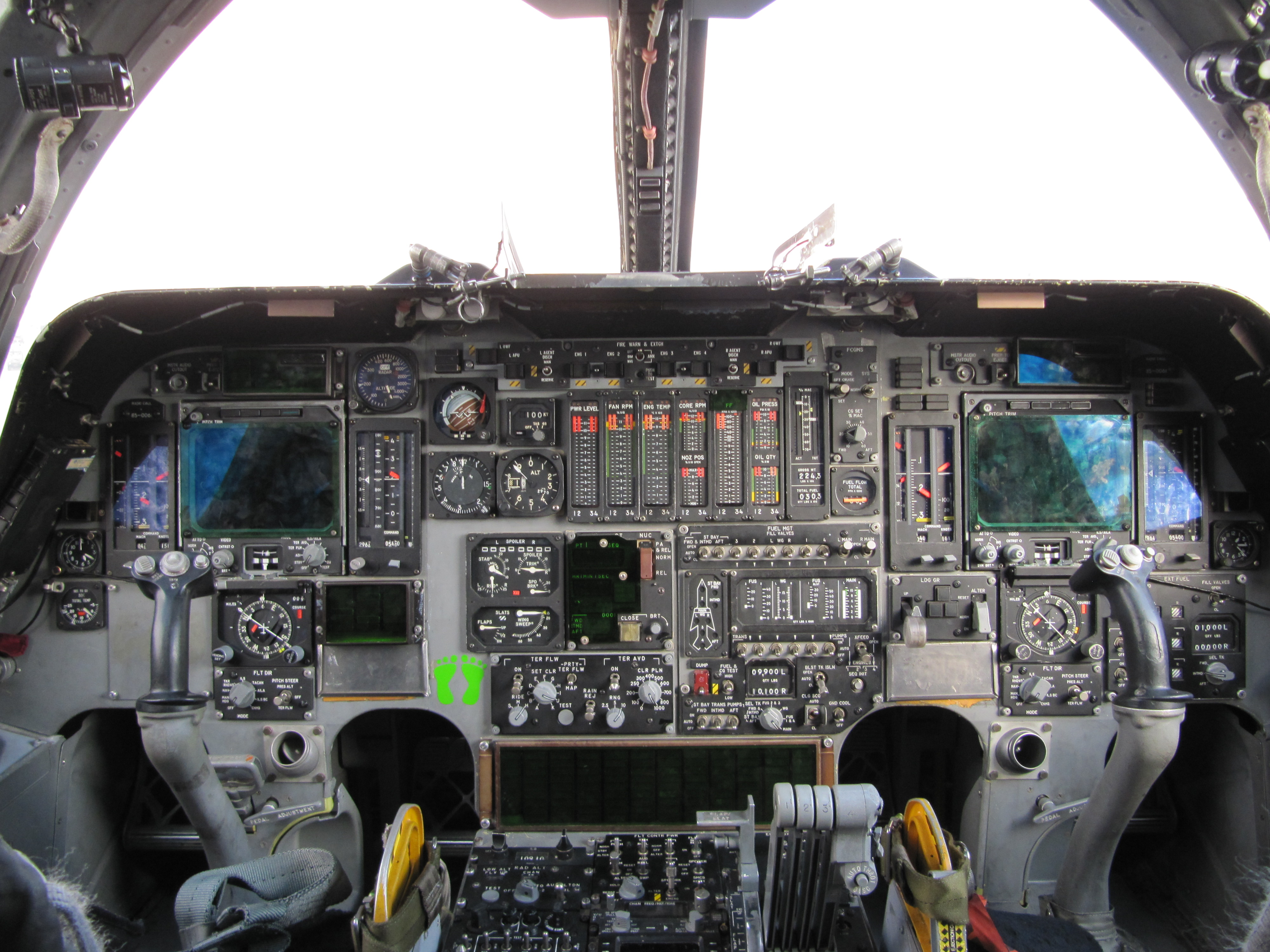
B-1Bのコックピット
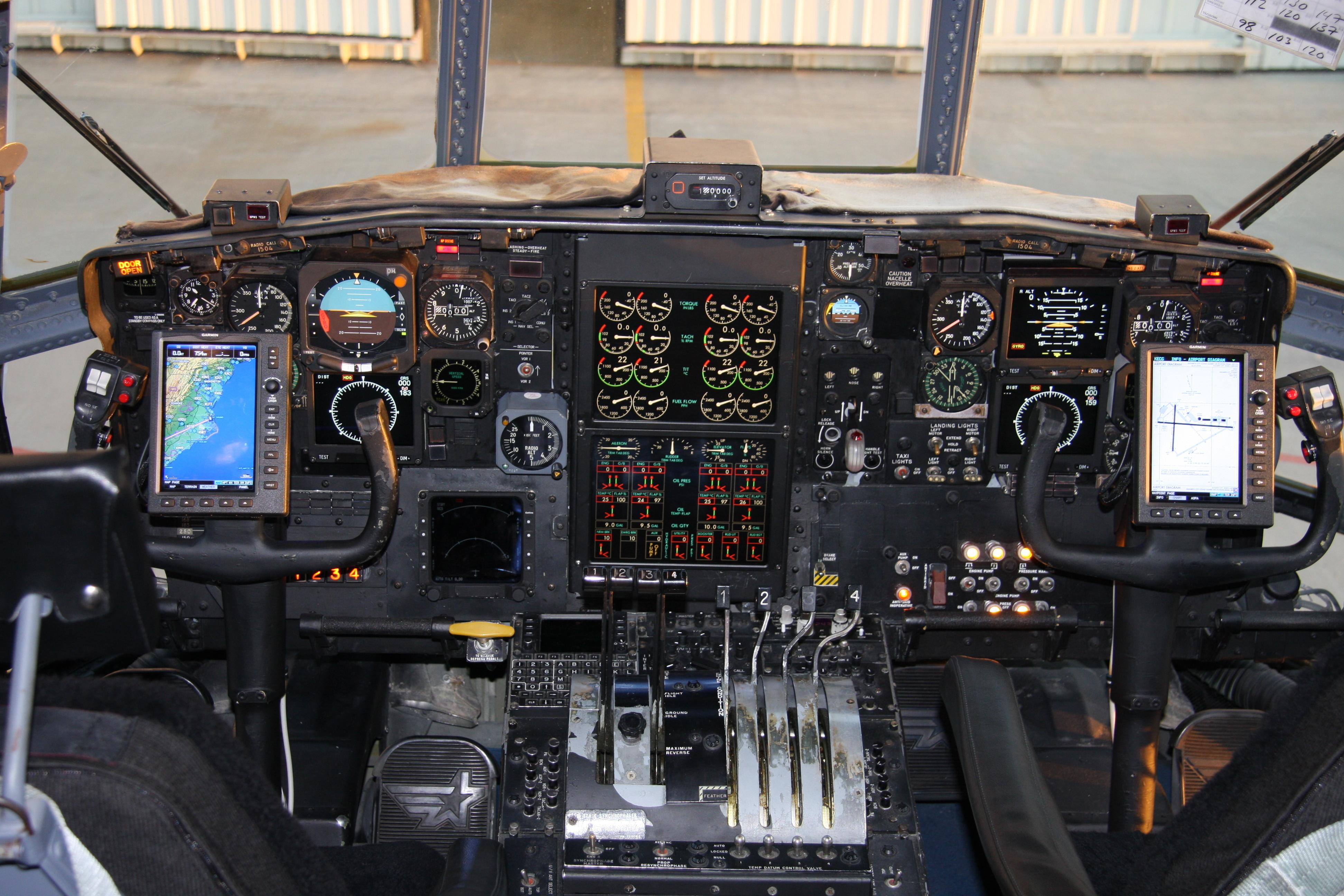
HC-130Hのコックピット
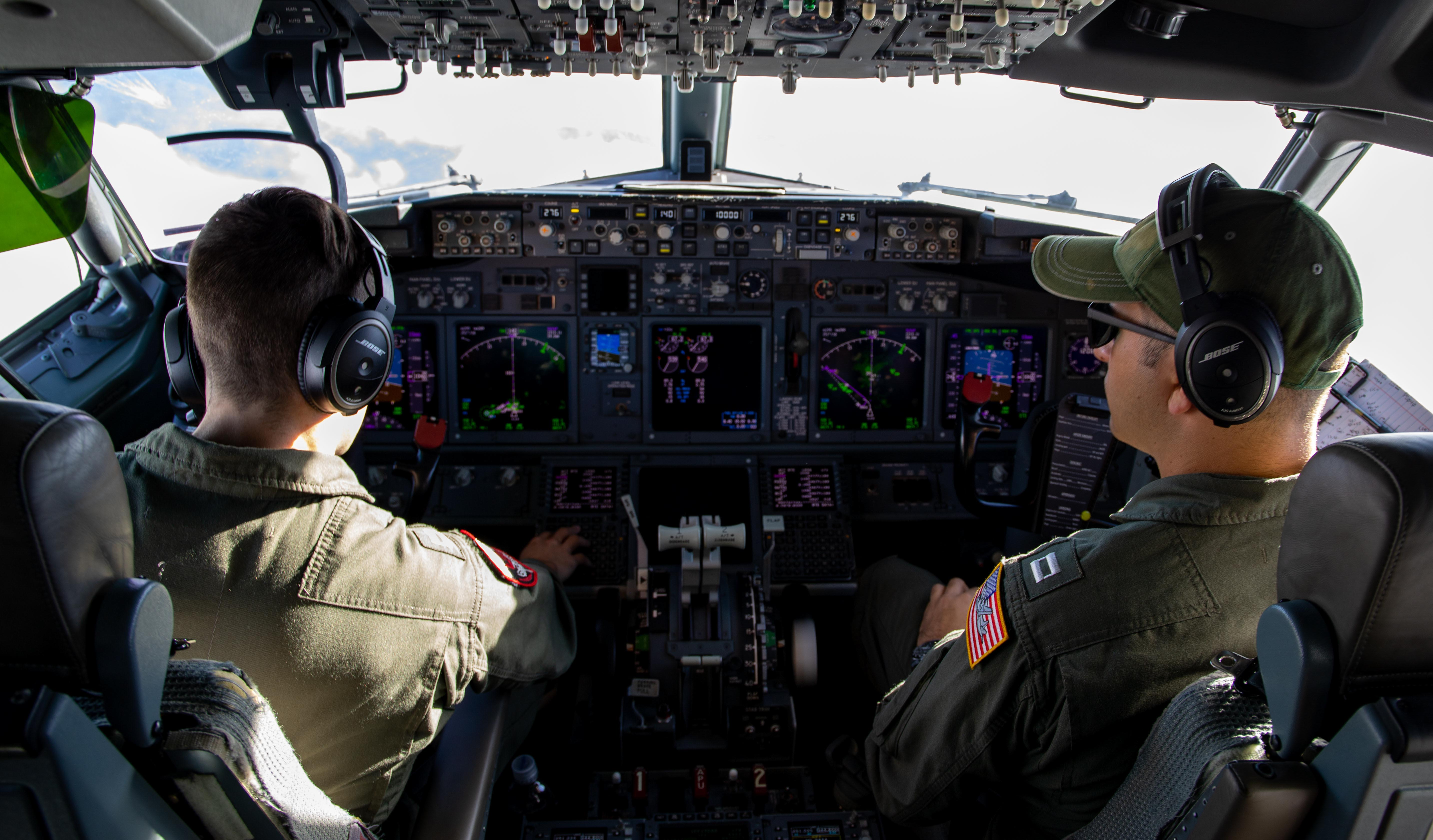
P-8Aのコックピット

## 脱出装置
軍用機はその性質上、緊急脱出用のパラシュートを備えたり、その使用が困難な場合は射出座席やモジュール式脱出装置などが採用されることがある。